# Tarocchi del Mantegna
I Tarocchi del Mantegna sono due serie di incisioni italiane del XV secolo, che gli storici d'arte hanno attribuito fino al XIX secolo ad Andrea Mantegna, mentre ora si ritiene che gli autori siano due differenti artisti rimasti ignoti: sono stati ipotizzati anche i nomi di Parrasio Micheli, Baccio Baldini e altri artisti della scuola del Mantegna, ma senza prove a sostegno.
Le due serie sono dette serie "E" e serie "S" e ne esistono diverse copie e versioni.
Nonostante il nome e la somiglianza delle carte ai trionfi non è in realtà un mazzo di tarocchi, essendo privo delle carte dei quattro semi e con molte differenze nelle figure rappresentate rispetto a quelle dei tarocchi. Si ritiene generalmente che non fossero carte da gioco, né per la divinazione, ma piuttosto uno strumento educativo che rappresenta una concezione del mondo tipica del Medioevo, sebbene non sia sopravvissuta alcuna documentazione effettiva sul loro uso.
Si tratta chiaramente di un gioco educativo, vale a dire un cosmo in miniatura espresso da cinque gruppi di dieci immagini ciascuno. Secondo Giordano Berti la struttura portante dei Tarocchi del Mantegna, nel gioco dei rimandi tra i cinque gruppi, trova una precisa corrispondenza con opere morali e filosofiche medievali; per esempio, nel convivio di Dante Alighieri, dove le 10 Sfere celesti sono poste in relazione con le 10 Arti. In un affresco di Andrea di Buonaiuto, Trionfo di san Tommaso d'Aquino, nel cappellone degli Spagnoli (circa 1360) in Santa Maria Novella a Firenze, la fascia inferiore mette in relazione le Arti liberali e i Pianeti, seguendo una tradizione che può essere fatta risalire fino a Macrobio (V secolo). L'umanista Coluccio Salutati (1331-1406) collegò invece le Arti liberali con le Muse.

## Descrizione
Le carte sono organizzate in cinque sequenze numerate di dieci carte.
I temi delle cinque sequenze sono le condizioni umane (E, da 1 a 10), Apollo e le muse (D, da 11 a 20), le arti e scienze liberali (C, da 21 a 30), i principi cosmici e le virtù cristiane (B, da 31 a 40), i pianeti, le sfere celesti e Dio (A, da 41 a 50). Ogni carta rappresenta una figura racchiusa in un semplice bordo semplice, con il nome, la lettera della sequenza a cui appartiene e il numero (scritto in numero romano inciso a sul fondo. Lo stile delle incisioni fa pensare alla scuola ferrarese, ma le caratteristiche di alcune carte, come l'uso di parole del dialetto veneto, per esempio la presenza del Doxe (Doge), e la ricorrenza della laguna negli sfondi fa ipotizzare piuttosto Venezia o quantomeno una produzione ferrarese per il mercato veneto.
Il nome delle serie deriva dalla lettera con la quale viene indicata nelle due serie di incisioni la prima sequenza di immagini. Ci sono opinioni contrastanti su quale sia la serie più antica e se una sia stata o meno il modello per l'altra o se sono state prodotte indipendentemente, ma in generale si considera la serie E come la più antica
Alcune di queste immagini trovano un'effettiva corrispondenza con dipinti del Mantegna, come per esempio le Virtù cardinali, ma questo dettaglio non crea alcun legame diretto con il pittore.
| Gruppo E La gerarchia della società e la condizione umana | Gruppo D Le Muse ed Apollo | Gruppo C Le arti e scienze liberali | Gruppo B I principi cosmici e le sette virtù | Gruppo A I pianeti, le sfere celesti e Dio |
| --------------------------------------------------------- | -------------------------- | ----------------------------------- | -------------------------------------------- | ------------------------------------------ |
| 1) Misero (mendicante)                                    | 11) Calliope               | 21) Grammatica                      | 31) Iliaco                                   | 41) Luna                                   |
| 2) Fameio (servitore)                                     | 12) Urania                 | 22) Loica                           | 32) Chronico                                 | 42) Mercuria                               |
| 3) Artixan (artigiano)                                    | 13) Tersicore              | 23) Rhetorica                       | 33) Cosmico                                  | 43) Vénus                                  |
| 4) Merchadante (mercante)                                 | 14) Erato                  | 24) Geometria                       | 34) Temperancia                              | 44) Sol                                    |
| 5) Zintilomo (gentiluomo)                                 | 15) Polimnia               | 25) Aritmetricha                    | 35) Prudencia                                | 45) Marte                                  |
| 6) Chavalier (cavaliere)                                  | 16) Talia                  | 26) Musicha                         | 36) Forteza                                  | 46) Iupiter                                |
| 7) Doxe (doge)                                            | 17) Melpomene              | 27) Poesia                          | 37) Iusticia                                 | 47) Saturno                                |
| 8) Re                                                     | 18) Euterpe                | 28) Philosofia                      | 38) Charita                                  | 48) Octava Spera                           |
| 9) Imperator (imperatore)                                 | 19) Clio                   | 29) Astrologia                      | 39) Speranza                                 | 49) Primo Mobile                           |
| 10) Papa                                                  | 20) Apollo                 | 30) Theologia                       | 40) Fede                                     | 50) Prima Causa                            |

## Galleria d'immagini

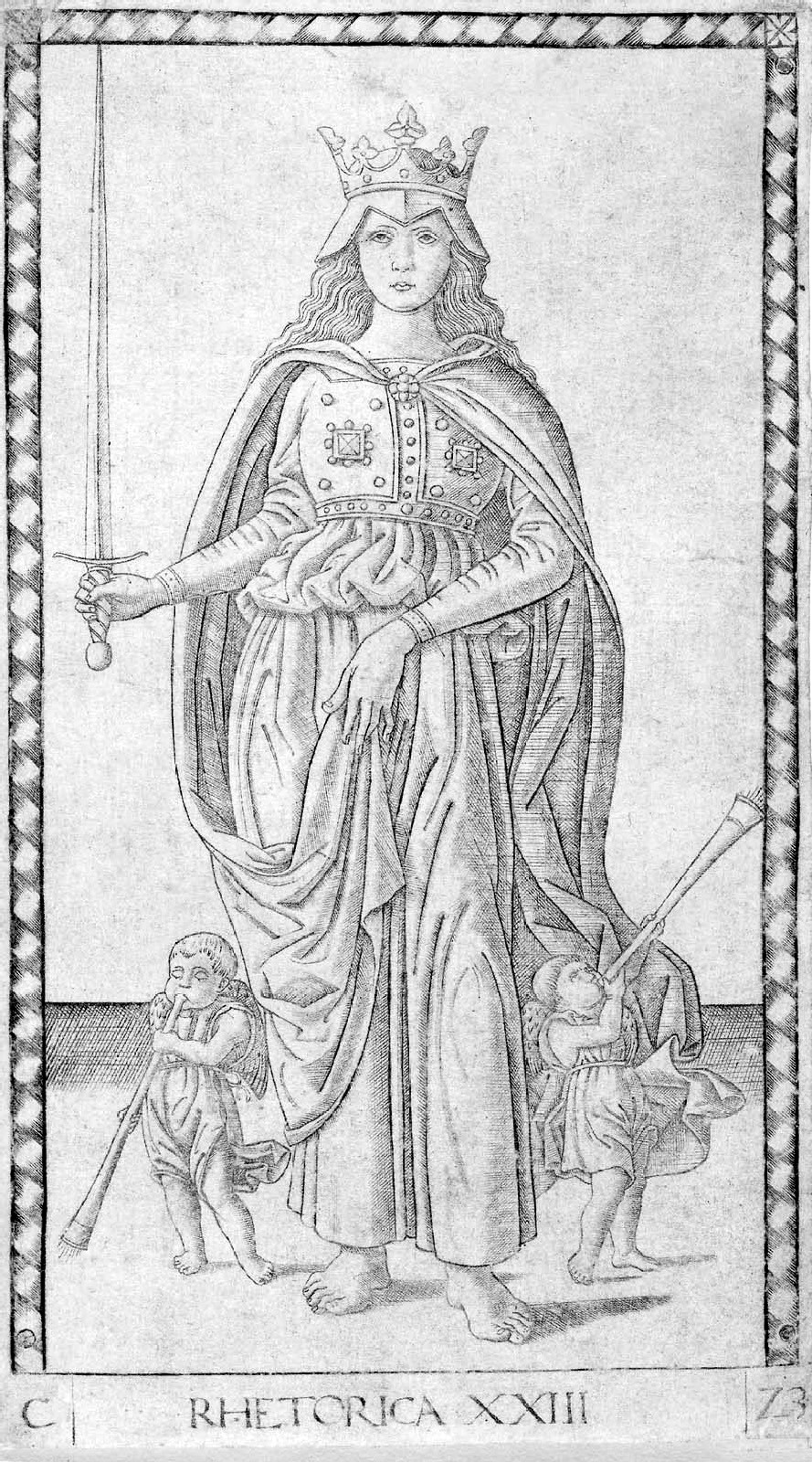
Rhetorica, dalla serie E
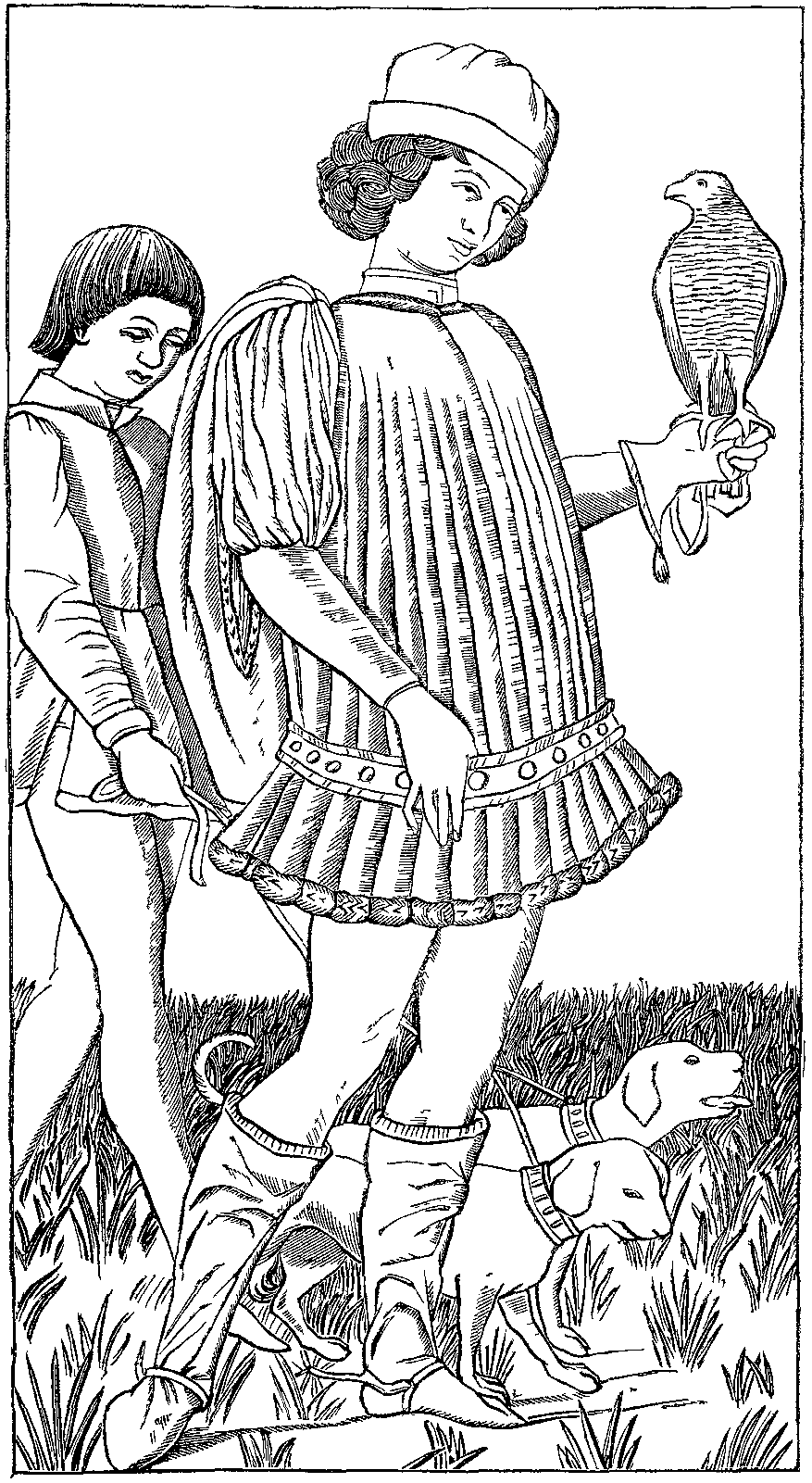
No. 5, Zintilomo
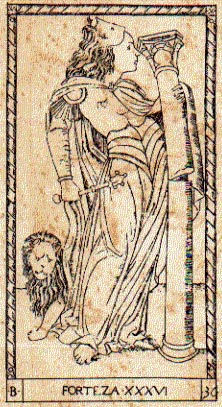
No. 36, Forteza
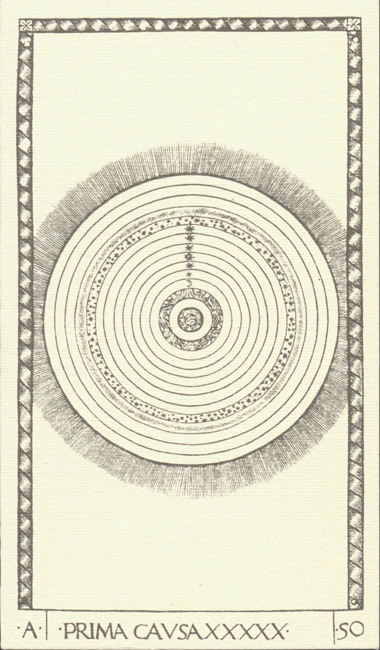
No. 50, Prima causa (Dio)

## Copie
Furono prodotte delle copie, principalmente da artisti tedeschi:
- Michael Wolgemut tentò di realizzare un libro
- Albrecht Dürer disegnò diverse copie durante le sue visite in Italia nel 1495 e 1505, presumibilmente per riferimento personale
- Johann Ladenspelder  produsse nel 1550 circa una copia completa dalla serie E
- Andrea Ghisi all'inizio del XVII secolo incorporò i disegni nel libro Laberinto, aggiungendo ulteriori disegni